# Karo (pétanque)
Karo (fr. carreau - kwadracik, poduszka, czworokąt) – w grach rozgrywanych za pomocą buli, przy wybijaniu efekt zamiany kuli wybijanej na kulę wybijającą. Za karo uznaje się wymianę kul w obrębie koła o promieniu 50 cm. W konkursie strzału precyzyjnego karo punktowane jest pięcioma punktami. Wybicie z efektem zamiany kuli jest jednym z najtrudniejszych do wykonania rzutów; jest ono także niezwykle pomocne w osiągnięciu celu zdobycia punktu.

## Fizyka
Efekt zamiany kul możliwy jest dzięki temu, że wykonane są one ze stali - materiału sprężystego. Przy uderzeniu jednej buli o drugą następuje zderzenie sprężyste. Zachowana zostaje energia kinetyczna oraz pęd kuli.